# Liêu Ninh (tàu sân bay Trung Quốc)
Liêu Ninh (Liaoning) là chiếc tàu sân bay đầu tiên của Hải quân Trung Quốc. Nó được đặt theo tên tỉnh Liêu Ninh nơi con tàu được tân trang. Sau một số lần chạy thử, tàu được đánh số 16 và chính thức bàn giao cho Hải quân Trung Quốc vào cuối tháng 9-2012.
Ban đầu con tàu này là do Liên Xô đóng cho Hải quân Liên Xô với tên ban đầu là Varyag. Liên Xô tan rã khi tàu đang đóng dở tại Ucraina, và Trung Quốc đã mua lại từ Ukraine vào năm 1998, khi đó nó chỉ có khung tàu mà không có động cơ, bánh lái và phần lớn các hệ thống vận hành khác. Năm 2002, chiếc tàu được vận chuyển về cảng Đại Liên và hoàn thiện tại đó. Mục đích mua tàu không được công khai cho đến tận tháng 6 năm 2011 khi chiếc tàu được đóng xong hoàn toàn. Người phát ngôn Bộ Quốc phòng Trung Quốc thông báo rằng tàu Liêu Ninh được sử dụng vào mục đích nghiên cứu và huấn luyện.
Do vốn là tàu Varyag, nên Liêu Ninh có thể xem là thuộc lớp tàu sân bay Đô đốc Kuznetsov. Nó dài khoảng 304,5 mét, rộng 37 mét. Lượng giãn nước đầy tải là 67.500 tấn và có thể di chuyển với tốc độ 32 knot (hay 37 hải lý/giờ).
Hệ thống vũ khí đáng chú ý của Liêu Ninh là Type 1030 CIWS và tên lửa FL-3000N. Theo thiết kế, nó có thể được trang bị 8 súng phòng không AK-630 AA, 8 CADS-N-1 Kashtan CIWS, 12 tên lửa hải đối hải P-700 Granit SSM, 18 bệ phóng tên lửa hải đối không 3K95 Kinzhal SAM VLS, và hệ thống pháo phản lực chống ngầm RBU-12000 UDAV-1 ASW. Cũng theo thiết kế, nó có thể mang 26 máy bay và 24 trực thăng. Liêu Ninh dùng hệ thống dốc kiểu "bệ phóng trượt tuyết" chứ không phải máy phóng như các tàu sân bay của Hoa Kỳ.

## Được kéo về Trung Quốc

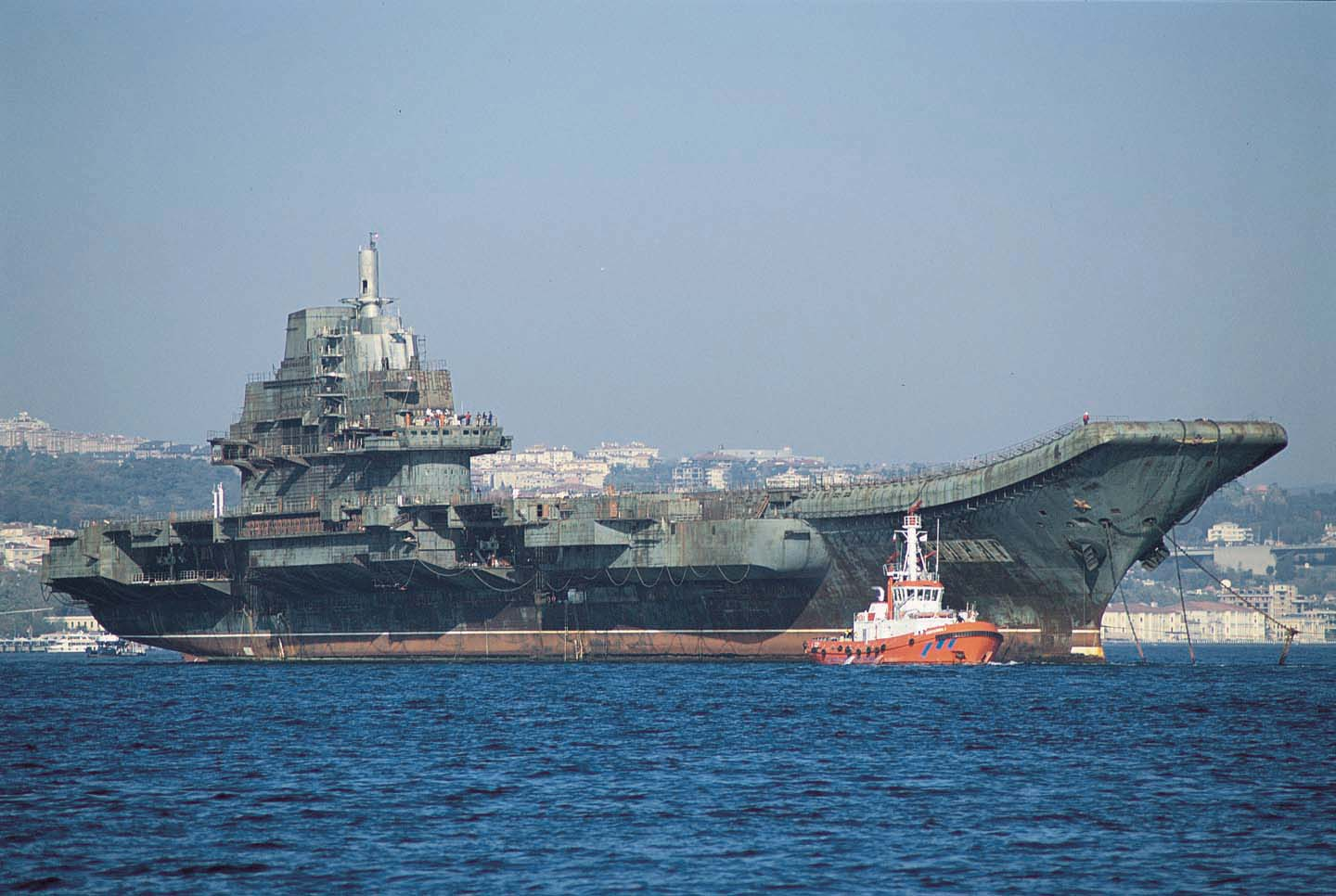
Varyag đang được kéo tại İstanbul.

## Bàn giao cho hải quân PLAN

PLAN Liaoning (16)